# 東大阪市立高井田東小学校
東大阪市立高井田東小学校（ひがしおおさかしりつ たかいだひがししょうがっこう）は、大阪府東大阪市長栄寺にある公立小学校。

## 沿革
明治時代初期に当時の若江郡（のち中河内郡）高井田村に設置された2小学校を起源としている。2校が1907年に合併して高井田尋常小学校を新設したことが、現在の学校の直接的なルーツとなっている。
高井田村が布施町（1937年市制施行で布施市）に編入した直後の1934年以降、学校名は「布施第四」の名称だった。しかし1967年に布施市など3市合併で東大阪市が発足した際、市立小中学校名には番号順での校名は付けず、番号が含まれている校名は地名などを冠した校名に変更する方針が出されたため、現在の名称に改称している。

### 年表
- 1873年8月1日 - 堺県河内国第百七番小学校として、若江郡高井田村に創立。のちに高井田小学校と改称。
- 1907年4月16日 - 高井田村にあった森河内・高井田の両尋常小学校が合併し、中河内郡高井田尋常小学校を新設。この日を創立記念日とする。
- 1923年5月 - 高等科を併設。中河内郡高井田尋常高等小学校に改称。
- 1934年4月1日 - 中河内郡布施第四尋常高等小学校に改称。
- 1934年9月21日 - 室戸台風で校舎倒壊。
- 1935年9月1日 - 現在地に移転。
- 1937年4月1日 - 布施市の市制施行および高等科廃止に伴い、布施市布施第四尋常小学校に改称。
- 1941年4月1日 - 国民学校令により、布施市布施第四国民学校に改称
- 1943年4月1日 - 布施市新喜多国民学校を分離。
- 1945年4月18日 - 福井県へ集団疎開。
- 1946年6月15日 - 布施市新喜多国民学校を再統合。
- 1947年4月1日 - 学制改革により、布施市立布施第四小学校に改称。
- 1967年2月1日 - 東大阪市が発足したことに伴い、東大阪市立布施第四小学校に改称。
- 1967年4月1日 - 東大阪市立高井田東小学校に改称。

## 通学区域
- 東大阪市 小阪1丁目（一部）、新喜多1丁目、新喜多2丁目（一部）、高井田、高井田中1-2丁目、高井田元町1-2丁目、長栄寺、菱屋西5丁目、菱屋西6丁目（一部）。

卒業生は東大阪市立長栄中学校に進学する。

## 交通
- 近鉄奈良線 河内永和駅、おおさか東線 JR河内永和駅 北へ約800m。
- 地下鉄中央線 高井田駅、おおさか東線 高井田中央駅 南へ約1.2km。